# 리가만

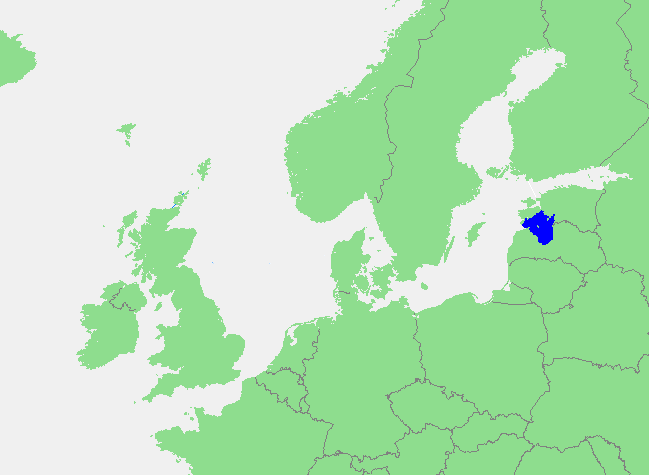
리가만

리가만은 라트비아와 에스토니아 사이에 있는 발트해의 만이다. 리가만의 면적은 18,000 km2이며, 가장 깊은 곳은 54m이다. 만 입구의 사레마섬(에스토니아 영토)을 경계로 발트해와 나뉜다. 만 복판에는 루흐누섬이 있다. 만의 출구에는 이르베 해협이 있다.